# Thomas William Allies
Thomas William Allies, né le 12 février 1813 à Midsomer Norton dans le Somerset et mort le 17 juin 1903, est un historien anglais spécialisé dans l'histoire religieuse. C'est l'un des pasteurs anglicans qui rejoignent l'Église catholique au début du mouvement d'Oxford.

## Biographie
Thomas Allies étudie à la grammar school de Bristol puis au Collège d'Eton, où il est le premier à bénéficier de la bourse de Newcastle en 1829, puis au Wadham College (Oxford), dont il devient « fellow » en 1833.
À la fin des années 1830, Allies devient tractarien, influencé par William Dodsworth. En 1840, l'évêque anglican de Londres Blomfield l'affecte comme desservant de la paroisse anglicane de Launton, dans l'Oxfordshire, poste dont il démissionne en 1850, s'étant converti au catholicisme. Allies est nommé secrétaire du Catholic Poor School Committee (comité pour les écoles catholiques pauvres) en 1853, position qu'il occupe jusqu'en 1890. Allies lève 50 000 £ pour aider les écoles catholique à répondre à leurs besoins. Il écrit nombre d'articles pour The Dublin Review.
Allies a une forte influence sur sa famille et après 1883 sa fille Mary, demeurée à la maison, voue sa vie à écrire des biographies de saints . Il meurt à Londres en 1903 et est enterré auprès de son épouse morte l'année précédente.

## Publications
- Son ouvrage majeur est The Formation of Christendom (Londres, 8 vols., 1865-1895);
- St. Peter, His Name and His Office, as Set Forth in Holy Scripture (1852);

- The See of St. Peter (1850);
- Per Crucem ad Lucem (2 vols., 1879).